# إرنست بيكرينغ
إرنست بيكرينغ (بالإنجليزية: Ernest Harold Pickering)‏ هو سياسي بريطاني (وحمل سابقاً جنسية المملكة المتحدة لبريطانيا العظمى وأيرلندا)، ولد في 1881، وتوفي في 31 يناير 1957. حزبياً، نشط في الحزب الليبرالي. في الانتخابات العامة في المملكة المتحدة 1931 ‏، انتخب عضو برلمان المملكة المتحدة الـ36 عن دائرة Leicester West ‏ (27 أكتوبر 1931 – 25 أكتوبر 1935).